# Liste der nach Stalin benannten Orte
Diese Liste der nach Stalin benannten Orte verzeichnet Orte und Straßen, die Josef Stalins Namen tragen oder getragen haben. Auch viele öffentliche Einrichtungen und Produktionsstätten waren nach ihm benannt. Die erste Welle des Personenkults begann bereits in den 1920er Jahren. Zu Stalins 70. Geburtstag 1949 wurden wiederum viele Orte, Straßen, Plätze und Betriebe nach ihm benannt. Die erste Abrechnung mit Stalin durch Nikita Chruschtschow auf dem XX. Parteitag der KPdSU hatte nur in Bulgarien die Umbenennung einer Stadt zur Folge. Zur schlagartigen Tilgung des Namens Stalin kam es in allen sozialistischen Staaten außer in Albanien erst nach dem XXII. Parteitag der KPdSU. In der DDR ging der Stalinkult im November 1961 infolge eines Beschlusses des Politbüros der SED ohne jede öffentliche Erörterung zu Ende.

## Orte
| Name                                                | Land                               | Land                          | Zeitraum  | Ortsname                                                       | Ortsname                                          | Anmerkungen |
| Name                                                | früher                             | heute                         | Zeitraum  | früher                                                         | heute                                             | Anmerkungen |
| --------------------------------------------------- | ---------------------------------- | ----------------------------- | --------- | -------------------------------------------------------------- | ------------------------------------------------- | --- |
| Qytet Stalin                                        | Albanien                           | Albanien                      | 1951–1991 | Kuçova                                                         | Kuçova                                            | |
| Sztálinváros                                        | Volksrepublik Ungarn               | Ungarn                        | 1951–1961 | Dunapentele                                                    | Dunaújváros                                       | |
| Stalino                                             | Sowjetunion Aserbaidschanische SSR | Aserbaidschan                 | ?         | Çaylı, Rayon Tərtər                                            | Çaylı, Rayon Tərtər                               | Zerstörtes und aufgegebenes Dorf an der Waffenstillstandslinie zwischen den Streitkräften der Republik Arzach und Aserbaidschans. In der Umgebung des Dorfes gab es viele Waffenstillstandsverletzungen.                                                                                     |
| Stalino                                             | Sowjetunion Aserbaidschanische SSR | Aserbaidschan                 | ?         | Göygöl                                                         | Göycəkənd kəndi                                   | Das Dorf hieß zeitweise Oktober (russisch Октябрь, Oktjabr). Beide Stalino der ASSR sind nur etwa 40 km voneinander entfernt. |
| Stalin (bulgarisch Сталин)                          | Bulgarien                          | Bulgarien                     | 1949–1956 | Warna (bulgarisch Варна)                                       | Warna (bulgarisch Варна)                          | Umbenannt nach dem 70. Geburtstag Stalins am 20. Dezember 1949 (*18. Dezember 1878) |
| Stalinogród                                         | Polen                              | Polen                         | 1953–1956 | Kattowitz/Katowice                                             | Kattowitz/Katowice                                | |
| Stalingrad (russisch Сталинград)                    | Sowjetunion Russische SFSR         | Russland                      | 1929–1961 | Zarizyn (russisch Царицын)                                     | Wolgograd (russisch Волгоград)                    | Die Wiedereinführung des alten Namens „Stalingrad“ wird von manchen Nationalisten gefordert. |
| Stalinstadt                                         | Deutsche Demokratische Republik    | Deutschland                   | 1953–1961 | Neugründung als Ausgliederung aus dem Kreis Fürstenberg (Oder) | Eisenhüttenstadt                                  | Gegründet als benachbarte Wohnstadt der Werktätigen des Eisenhüttenkombinats „J. W. Stalin“. Am 7. Mai 1953 aus Anlass des Todes von Stalin in Stalinstadt umbenannt. Getilgt durch den Zusammenschluss mit Fürstenberg (Oder) und Schönfließ (Niederlausitz)                                |
| Stalinabad (tadschikisch Сталинобод)                | Sowjetunion Tadschikische SSR      | Tadschikistan                 | 1929–1961 | Duschanbe (tadschikisch Душанбе)                               | Duschanbe (tadschikisch Душанбе)                  | |
| Stalinsk (russisch Сталинск)                        | Sowjetunion Russische SFSR         | Russland                      | 1932–1961 | Nowokusnezk (russisch Новокузнецк)                             | Nowokusnezk (russisch Новокузнецк)                | 1929 wurde ein Hüttenwerk errichtet. Insofern ist der Name doppeldeutig. |
| Staliniri (georgisch სტალინირი, ossetisch Сталинир) | Sowjetunion Georgische SSR         | Georgien faktisch Südossetien | 1934–1961 | Zchinwali (georgisch ცხინვალი, ossetisch Цхинвал)              | Zchinwali (georgisch ცხინვალი, ossetisch Цхинвал) | |
| Stalinissi (georgisch სტალინისი)                    | Sowjetunion Georgische SSR         | Georgien                      | 1931–1934 | Chaschuri (georgisch ხაშური)                                   | Chaschuri, Innerkartlien                          | Herkunftsort der Familie Dschugaschwili, der Josef Stalin entstammte. Im Mai 2000 wurde ein 2,5 Meter hohes Stalin-Denkmal im Ortsteil Zromi wieder aufgestellt. |
| Stalino (ukrainisch Сталіно)                        | Sowjetunion Ukrainische SSR        | Ukraine                       | 1924–1961 | Jusowka (ukrainisch Юзовка)                                    | Donezk (ukrainisch Донецьк)                       | Der Name verwies auf die örtliche Stahlindustrie. 1924 war es nicht angesagt, die Stadt weiterhin nach dem walisischen Industriellen und Stadtgründer John Hughes, genannt „Jusowka“ zu benennen. Die fälschliche Verbindung des Stadtnamens mit Josef Stalin wurde später gerne propagiert. |
| Orașul Stalin                                       | Rumänien                           | Rumänien                      | 1950–1961 | Brașov (deutsch Kronstadt)                                     | Brașov (deutsch Kronstadt)                        | |
| Poiana Stalin                                       | Rumänien                           | Rumänien                      | 1950–1961 | Poiana Brașov (deutsch Schulerau)                              | Poiana Brașov (deutsch Schulerau)                 | |
| Stalinogorsk (russisch Сталиного́рск)                | Sowjetunion Russische SFSR         | Russland                      | 1934–1961 | 1930 gegründet als Bobriki (russisch Бо́брики)                  | Nowomoskowsk (russisch Новомоско́вск)              | |

## Nach Stalin benannte Straßen und Plätze
Insbesondere in den Ländern des Warschauer Pakts und in Staaten, die sich politisch an der Sowjetunion orientierten, gab es viele Straßen und Plätze, die zu Ehren Stalins benannt wurden. Alle haben inzwischen den ursprünglichen oder einen neuen Namen bekommen. In einigen Ländern, insbesondere Italien und Frankreich, gibt es Straßennamen, die an die Schlacht von Stalingrad erinnern.
In Gori in Georgien, dem Geburtsort von Iosseb Bessarionis des Dschughaschwili, gibt es im Zentrum, um das Josef-Stalin-Museum herum, immer noch die Stalin-Avenue (georgisch სტალინის გამზირი) und den Stalinplatz (, georgisch სტალინის ბაღი).
Im Gebiet der ehemaligen UdSSR gibt es immer noch 27 Straßen und Plätze, die nach Stalin benannt sind (Stand 2014).
In Russland wurden an verschiedenen Orten Stalin-Gedenkstätten erhalten, inzwischen restauriert oder sogar hinzugefügt. Die neue Politik verherrlicht alte Größe.

### In der DDR
- Ahlbeck, jetzt Kaiserstraße
- Anklam, jetzt Pasewalker Straße[A 1][7]So auch der Marktplatz.[8]
- Apolda, jetzt Bernhardstraße[A 2][9]
- Aue, jetzt Postplatz, (Generalissimus Stalin Platz)[A 3][10]
- Bad Freienwalde, jetzt Berliner Straße[A 4]
- Berlin, jetzt Karl-Marx-Allee (westlicher Teil) und
Frankfurter Allee (östlicher Teil), (1949–1961 Stalinallee)
- Bitterfeld, jetzt Mittelstraße [11]
- Brandenburg an der Havel, jetzt Sankt-Annen-Straße[A 5]
- Burg (bei Magdeburg), jetzt Schartauer Straße (Stalinstr.) und Rolandplatz (Stalin-Platz)
- Bützow, jetzt Gartenstraße
- Chemnitz, jetzt Johannisplatz, (Stalinplatz)[12]
- Cottbus, jetzt Stadtpromenade (Stalinpromenade)[13]
- Dessau-Roßlau, jetzt Fritz-Hesse-Straße
- Döbeln, jetzt Str. des Friedens
- Eisenhüttenstadt, jetzt Bahnhofstraße [A 6][14]
- Elsterwerda, jetzt Berliner Straße [A 7][15]
- Elstra, jetzt Stadtpark (Stalinpark)
- Erfurt, jetzt Magdeburger Allee (1950–1961 Stalinallee)
- Forst, jetzt Cottbuser Straße (Stalinallee)[A 8][16]
- Frankfurt (Oder), jetzt Buschmühlenweg (Stalinallee)[A 9][17]
- Gera, jetzt Küchengarten, (Stalinpark)[A 10][18]
- Görlitz, jetzt Postplatz
- Grabow, jetzt Marktstraße
- Gransee, jetzt Straße des Friedens
- Greifswald, jetzt Karl-Marx-Platz (Stalinplatz)[A 11]
- Greiz, jetzt Thomasstraße [A 12]
- Großröhrsdorf, jetzt Rathausplatz (Stalinplatz)
- Güstrow, jetzt Plauer Straße
- Hermsdorf, jetzt Eisenberger Straße [19]
- Hohenmölsen, jetzt Altmarkt (Stalinplatz)
- Jena, jetzt Am Planetarium [A 13]
- Kühlungsborn, jetzt Ostseeallee [A 14][20]
- Leipzig, ab 1956 Jahnallee
- Leipzig-Mölkau, jetzt Chemnitzer Straße
- Lommatzsch,[A 15][21]
- Ludwigslust, jetzt Schweriner Straße [A 16]
- Nauen, jetzt Berliner Straße [A 17][22]
- Neukirch,  (Stalinallee)
- Nossen, jetzt Markt (Stalinplatz)
- Oranienburg, jetzt Bernauer Straße (Stalinallee)[A 18]
- Oschatz, jetzt Strehlaer Straße[23]
- Potsdam, jetzt Berliner Straße, Stalinallee 1949–1961
- Pritzerbe, jetzt Puschkinstraße
- Radebeul, jetzt Meißner Straße [A 19]
- Rathenow,[A 15] (Stalinallee)
- Rostock, jetzt Kröpeliner Straße[A 20][24][25]
- Ruhla, jetzt Bahnhofstraße, ab 1953 Stalinstraße
- Schwerin, jetzt Wismarsche Straße
- Senftenberg, jetzt Steindamm
- Schierke, jetzt Brockenstraße
- Sonneberg, jetzt Bernhardstraße
- Stendal, jetzt Stadtsee (Stalinsee)[A 21]
- Stölln,[A 15]
- Stralsund, jetzt Frankendamm, 1953–1961 Stalinstraße
- Waren, jetzt Neuer Markt (Stalinplatz)
- Weimar, jetzt Schwanseestraße
- Weißenfels, jetzt Merseburger Straße [A 15] (Stalinallee)
- Wismar, jetzt Lübsche Straße
- Wolfen, jetzt Bahnhofstraße
- Wurzen, jetzt Straße des Friedens [A 22]
- Zinnowitz, jetzt Neue Strandstraße
- Zwickau:[26]
  - Platz der Völkerfreundschaft (Stalinplatz)
  - Wilhelm-Stolle-Platz (Stalinplatz)
  - Walther-Rathenau-Straße (Stalinstraße)

### In Österreich
- Wien: Stalin-Platz (1945–1955), jetzt Schwarzenbergplatz[A 23]
- Baden bei Wien: Stalinring, jetzt Kaiser Franz-Ring

### Anmerkungen

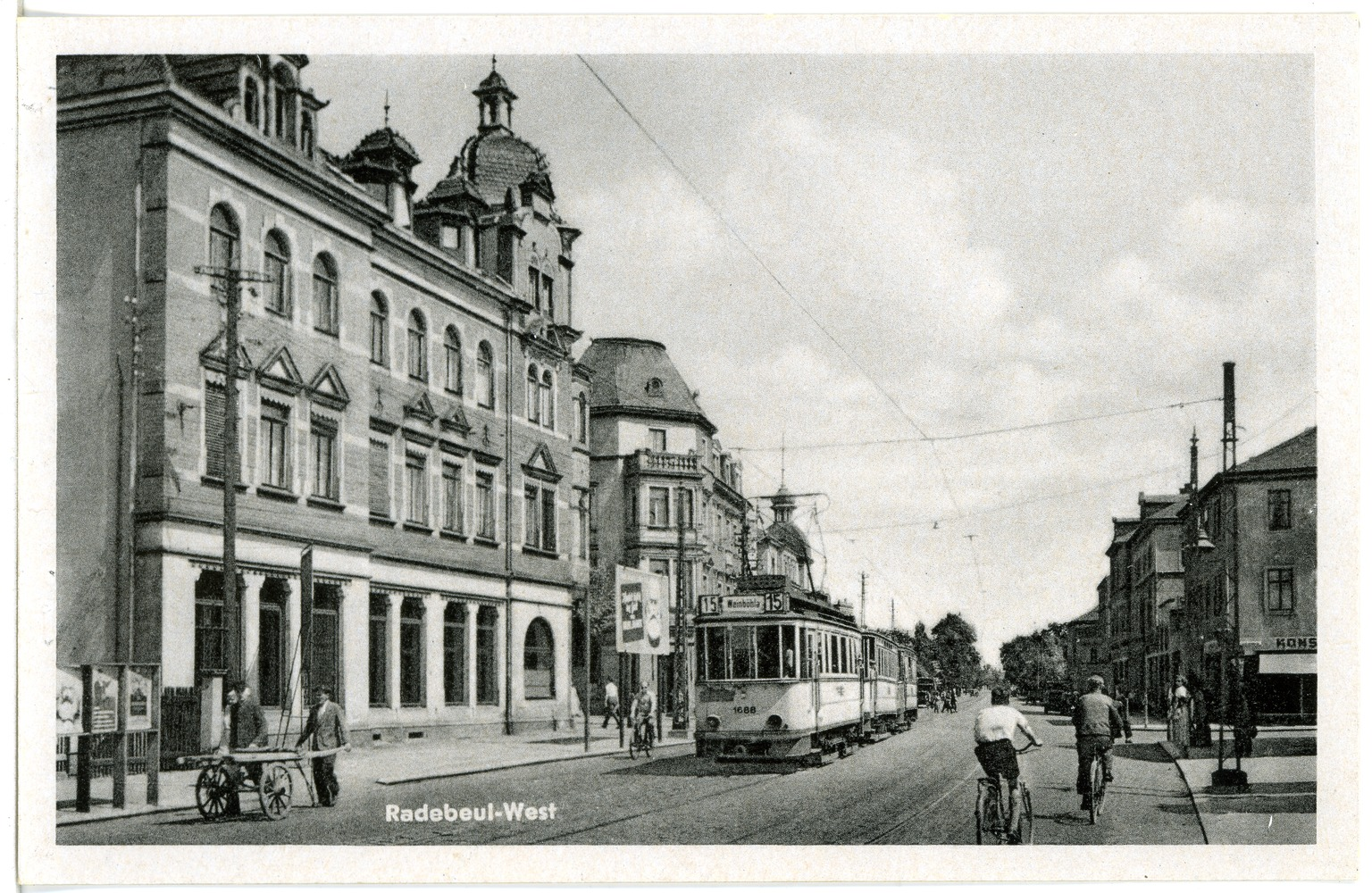
Radebeul, Stalinstraße 1955

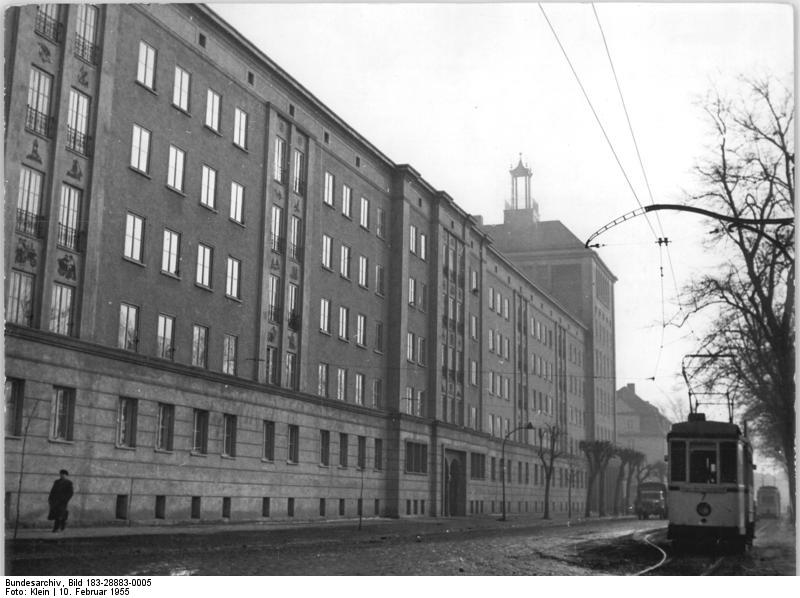
Stralsund, Stalinstraße, Haus Baltik

## Weitere Benennungen
| Name                 | Staat                  | Staat               | Zeitraum  | Art des Ortes                           | heutiger Name                                                                 | Anmerkungen |
| Name                 | früher                 | jetzt               | Zeitraum  | Art des Ortes                           | heutiger Name                                                                 | Anmerkungen |
| -------------------- | ---------------------- | ------------------- | --------- | --------------------------------------- | ----------------------------------------------------------------------------- | --- |
| Stalin rayon         | Aserbaidschanische SSR | Aserbaidschan       | 1931–1960 | Stadtteil von Baku                      | Sabail rayon                                                                  | historischer Name: Bayil Bibi-Heybat                                                                                |
| Wrch Stalin          | Bulgarien              | Bulgarien           | 1949–1962 | Berg im Rilagebirge                     | Musala (bulgarisch Мусала)                                                    | höchster Berg Bulgariens (2925 m) und der gesamten Balkanhalbinsel                                                  |
| Pik Stalina          | Tadschikische SSR      | Tadschikistan       | 1932–1962 | Berg im Pamir                           | Pik Ismoil Somoni (tadschikisch Қуллаи Исмоили Сомонӣ Qullai Ismoili Somonij) | höchster Berg Tadschikistans, vierthöchster des Pamirs (7495 m), 1962–1998 Pik Kommunisma (russisch пик Коммунизма) |
| Raionul I. V. Stalin | Rumänien               | Rumänien            | 1950–1960 | Verwaltungssektor in Bukarest (Zentrum) | Sektor 1                                                                      | [ 27 ] |
| Regiunea Stalin      | Rumänien               | Rumänien            | 1950–1960 | Region                                  | Regiunea Brașov                                                               | [ 27 ] |
| Stalinovo námestie   | Tschechoslowakei       | Slowakei            | 1949–1962 | Platz in Bratislava                     | Námestie SNP                                                                  | |
| Stalinův štít        | Tschechoslowakei       | Slowakei            | 1949–1961 | Berg, Hohe Tatra                        | Gerlachovský štít                                                             | höchster Berg der Slowakei und der Hohen Tatra (2654 m)                                                             |
| Stalingrad           | Tschechoslowakei       | Tschechien          | 1948–1961 | Ortsteil von Karviná                    | Karviná 6-Nové Město                                                          | |
| Sztálin út           | Volksrepublik Ungarn   | Ungarn              | 1950–1956 | Straße in Budapest                      | Andrássy út                                                                   | |
| Stalin Park          | Volksrepublik China    | Volksrepublik China | seit 1953 | Freizeitpark                            | Stalin Park Harbin                                                            | chinesisch 哈尔滨市斯大林公园 am Südufer des Songhua-Flusses, Daoli Distrikt.                                       |
| Township of Stalin   | Kanada                 | Kanada              | bis 1986  | Stadtgemeinde                           | Township of Hansen, Killarney, Ontario                                        | [ 30 ] |
| Mount Stalin         | Kanada                 | Kanada              | bis 1987  | Berg in British Columbia                | Mount Peck                                                                    | [ 31 ] |